# قويدر التريكي
قويدر التريكي ولد عام 1949 بإحدى قرى الوطن القبلي، رسام ونقاش تونسي.

## تكوينه
درس الفن بمدرسة الفنون الجميلة بتونس، ثم استكمل تكوينه في فنون الرسم بالمدرسة الوطنية العليا للفنون الجميلة بباريس. وفي 1980، رجع إلى البلاد التونسية.

## أعماله
عرض قويدر أعماله الفنية في معارض شخصية وجماعية داخل البلاد التونسية وخارجها. من ذلك أنه شارك في معارض الفنّ التونسي المعاصر التي أقيمت بمركز الفنّ الحي لمدينة تونس سنوات 1984 و1985 و1987. كما أقام معارض شخصية سنوات 1977 و1994 و1995. كما عرض أعماله بفرنسا بمركز جورج بومبيدو وبفضاء كاردان عام 1978، بمعهد العالم العربي بباريس في 1992 و1994.